# ISO 843
La norme ISO 843 établit un système pour la translittération des caractères grecs en caractères latins.

## Édition de 1997
| Grec | Grec | Latin   | Latin   |
| ---- | ---- | ------- | ------- |
| Α    | α    | A       | a       |
| Β    | β    | V       | v       |
| Γ    | γ    | G       | g       |
| Δ    | δ    | D       | d       |
| Ε    | ε    | E       | e       |
| Ζ    | ζ    | Z       | z       |
| Η    | η    | Ī ou I‾ | ī ou i‾ |
| Θ    | θ    | Th      | th      |
| Ι    | ι    | I       | i       |
| Κ    | κ    | K       | k       |
| Λ    | λ    | L       | l       |
| Μ    | μ    | M       | m       |
| Ν    | ν    | N       | n       |
| Ξ    | ξ    | X       | x       |
| Ο    | ο    | O       | o       |
| Π    | π    | P       | p       |
| Ρ    | ρ    | R       | r       |
| Σ    | σ, ς | S       | s       |
| Τ    | τ    | T       | t       |
| Υ    | υ    | Y       | y       |
| Φ    | φ    | F       | f       |
| Χ    | χ    | Ch      | ch      |
| Ψ    | ψ    | Ps      | ps      |
| Ω    | ω    | Ō ou O‾ | ō ou o‾ |

## Diacritiques et ponctuation

### Diacritiques communes
| Grec          | Grec          | Latin          | Latin          |
| ------------- | ------------- | -------------- | -------------- |
| ¨ (dialytika) | ¨ (dialytika) | ¨ (tréma)      | ¨ (tréma)      |
| ᾽ (koronis)   | ᾽ (koronis)   | ’ (apostrophe) | ’ (apostrophe) |

### Diacritiques monotoniques
| Grec      | Grec      | Latin           | Latin           |
| --------- | --------- | --------------- | --------------- |
| ΄ (tonos) | ΄ (tonos) | ´ (accent aigu) | ´ (accent aigu) |

### Diacritiques polytoniques
| Grec               | Grec               | Latin                  | Latin                  |
| ------------------ | ------------------ | ---------------------- | ---------------------- |
| ´ (oxeia)          | ´ (oxeia)          | ´ (accent aigu)        | ´ (accent aigu)        |
| ` (vareia)         | ` (vareia)         | ` (accent grave)       | ` (accent grave)       |
| ῀ (perispomeni)    | ῀ (perispomeni)    | ˆ (accent circonflexe) | ˆ (accent circonflexe) |
| ᾿ (psili)          | ᾿ (psili)          | ’ (apostrophe)         | ’ (apostrophe)         |
| ῾ (dasia)          | ῾ (dasia)          | h                      | h                      |
| ͺ (ypogegrammeni)  | ͺ (ypogegrammeni)  | ¸ (cédille)            | ¸ (cédille)            |
| ι (prosgegrammeni) | ι (prosgegrammeni) | ¸ (cédille)            | ¸ (cédille)            |

### Ponctuation
| Grec           | Grec           | Latin          | Latin          |
| -------------- | -------------- | -------------- | -------------- |
| ’ (apostrofos) | ’ (apostrofos) | ’ (apostrophe) | ’ (apostrophe) |
| ‿ (enotikon)   | ‿ (enotikon)   | - (hyphen)     | - (hyphen)     |